# Якимовичский сельсовет
Якимовичский сельсовет — административная единица на территории Калинковичского района Гомельской области Республики Беларусь. Административный центр — агрогородок Якимовичи.

## Состав
Якимовичский сельсовет включает 6 населённых пунктов:
- Ветельская — деревня.
- Клинск — деревня.
- Михновичи — деревня.
- Садки — деревня.
- Якимовичи — агрогородок.
- Ячное — деревня.